# Кубок Туркменістану з футболу 2018
Кубок Туркменістану з футболу 2018  — 27-й розіграш головного кубкового футбольного турніру у Туркменістані. Титул володаря кубка всьоме здобув Копетдаг.

## Календар
| Раунд            | Дата                | Матчі | Клуби |
| ---------------- | ------------------- | ----- | ----- |
| Попередній раунд | 28/31 липня 2018    | 2     | 9 → 8 |
| 1/4 фіналу       | 7/14 серпня 2018    | 8     | 8 → 4 |
| 1/2 фіналу       | 3/13 листопада 2018 | 4     | 4 → 2 |
| Фінал            | 21 листопада 2018   | 1     | 2 → 1 |

## Попередній раунд
| Команда 1        | Заг. | Команда 2  | 1-й матч | 2-й матч |
| ---------------- | ---- | ---------- | -------- | -------- |
| 28/31 липня 2018 |      |            |          |          |
| Балкан           | 10:1 | Теджен (2) | 8:0      | 2:1      |

## 1/4 фіналу
| Команда 1        | Заг. | Команда 2 | 1-й матч | 2-й матч |
| ---------------- | ---- | --------- | -------- | -------- |
| 7/14 серпня 2018 |      |           |          |          |
| Ашгабат          | 2:4  | Ахал      | 2:2      | 0:2      |
| Шагадам          | 1:2  | Копетдаг  | 1:1      | 0:1      |
| Мерв             | 1:2  | Енергетик | 1:1      | 0:1      |
| Алтин Асир       | 8:2  | Балкан    | 5:0      | 3:2      |

## 1/2 фіналу
| Команда 1           | Заг. | Команда 2  | 1-й матч | 2-й матч |
| ------------------- | ---- | ---------- | -------- | -------- |
| 3/13 листопада 2018 |      |            |          |          |
| Ахал                | 2:5  | Копетдаг   | 1:3      | 1:2      |
| Енергетик           | 4:3  | Алтин Асир | 2:2      | 2:1      |

## Фінал
| 21 листопада 2018 |

| Копетдаг | 0:0 дч пен. 5:4 | Енергетик |
| -------- | --------------- | --------- |
|          | Протокол        |           |

| «Копетдаг», Ашгабат Арбітр: Сергій Цинкевич |